# Jorge Sampaio

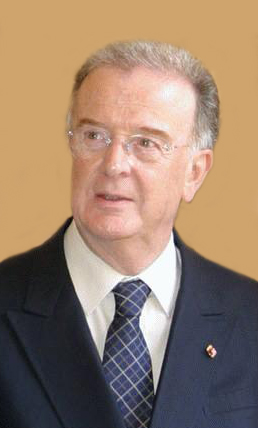
Jorge Sampaio als president van Portugal in 2003

Jorge Fernando Branco de Sampaio (Lissabon, 18 september 1939 – Carnaxide, 10 september 2021) was president van Portugal van 1996 tot 2006.

## Loopbaan
Sampaio groeide op in Sintra en bracht in 1947-1948 een jaar door in Baltimore, waar zijn vader colleges gaf aan de Johns Hopkins-universiteit. Hij studeerde rechten aan de Universiteit van Lissabon en speelde een belangrijke rol in het studentenverzet tegen de Estado Novo van dictator Salazar. Hij werd advocaat in 1961 en verdedigde vele politiek gevangenen in geruchtmakende rechtszaken.
Na de Anjerrevolutie in 1974 speelde hij een politieke rol door eerst de Movimento de Esquerda Socialista (MES) en daarna de Intervençao Socialista (IS) op te richten, maar het succes was niet groot. Om meer eenheid te krijgen in de linkse beweging sloot hij zich in 1978 aan bij de Partido Socialista (PS). Van 1979 tot 1991 was hij parlementslid en vanaf 1988 had hij de leiding over zijn partij als secretaris-generaal. Ook was hij van 1979 tot 1984 lid van het Europees Hof voor de Rechten van de Mens. Tevens was hij burgemeester van Lissabon van 1989 tot 1993, maar hij zag af van een tweede termijn om te kunnen deelnemen aan de presidentsverkiezing in 1996.
President

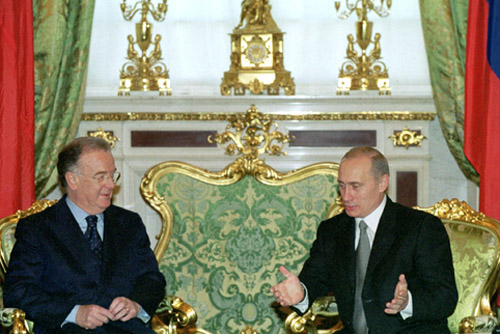
Sampaio (l.) en de Russische president Vladimir Poetin in 2001

Hij won de verkiezing met 54% van de stemmen. Sampaio beloofde bij zijn aantreden stabiliteit te bevorderen, Portugal te bevrijden van de politieke corruptie, de benadeelden te helpen en de strijd tegen de toenemende werkloosheid aan te gaan. Kort na zijn installatie als president moest hij zich enige tijd laten vervangen door de parlementsvoorzitter om open-hartoperaties te ondergaan. Tijdens zijn presidentschap liet hij tweemaal een referendum organiseren, over abortus en over regionalisatie. Hij kreeg ook te maken met de ingrijpende ontwikkelingen in de voormalige Portugese koloniën Oost-Timor en Macau, beide in 1999, en Angola in 2002.
Hij werd herkozen in 2001. Zijn weigering om na het vertrek van de PSD-premier José Manuel Barroso in juli 2004 vervroegde verkiezingen uit te schrijven, ontlokte protest bij de (centrum-)linkse oppositie van onder meer Sampaio's eigen PS. De weigering van Sampaio, als staatshoofd dat boven de partijen staat, was echter bedoeld om stabiliteit te handhaven, zodat de zittende centrumrechtse regering de economische problemen zou kunnen oplossen. 
Al vier maanden na Barroso's vertrek, in november 2004, kwam Sampaio echter tot de conclusie dat de regering onder diens opvolger Pedro Santana Lopes te weinig deed om de economische crisis te bezweren. Hij liet daarop nieuwe verkiezingen uitschrijven voor februari 2005, die werden gewonnen door de socialisten. De secretaris-generaal van de PS José Sócrates werd de nieuwe premier van een kabinet dat op 12 maart 2005 aantrad. Bij de verkiezingen van 22 januari 2006 werd Aníbal António Cavaco Silva van de gematigde PSD tot Sampaio's opvolger gekozen en op 9 maart 2006 tot president benoemd.
Na het presidentschap
Als voormalig president werd Sampaio benoemd in de Portugese Raad van State. In 2006 werd hij Speciaal Gezant van het wereldwijde plan van de Verenigde Naties ter bestrijding van tuberculose. Van 2007 tot 2013 was hij Hoge Vertegenwoordiger voor de Alliantie der Beschavingen van de VN. In 2015 werd aan Sampaio een eredoctoraat aan de Universiteit van Porto verleend.
Vanaf 2013 leidde hij het internationale platform dat zich inzette voor de academische opleidingen van jonge vluchtelingen na het uitbreken van de Syrische Burgeroorlog. Op 26 augustus 2021, twee weken voor zijn dood, deelde hij in een artikel in de Portugese krant Público mee dat hij bezig was een academische training op te zetten voor Afghaanse vrouwen na de val van Kabul en de machtsovername door de Taliban.
Overlijden
Sampaio overleed op 81-jarige leeftijd in het Santa Cruz ziekenhuis in Carnaxide, waar hij sinds 27 augustus 2021 verbleef vanwege ademhalingsproblemen.